# Distrito de Sabinov
El distrito de Sabinov (en eslovaco Okres Sabinov) es una unidad administrativa (okres) de Eslovaquia Oriental, situado en la región de Prešov, con 54.067 habitantes (en 2001) y una superficie de 484 km². Su capital es la ciudad de Sabinov.

## Demografía
| Año        | 1994   | 2004    | 2014    | 2024    |
| ---------- | ------ | ------- | ------- | ------- |
| Población  | 51 223 | 55 351  | 58 969  | 61 995  |
| Diferencia |        | +8,05 % | +6,53 % | +5,13 % |

| Año        | 2023   | 2024    |
| ---------- | ------ | ------- |
| Población  | 61 542 | 61 995  |
| Diferencia |        | +0,73 % |

## Ciudades (población año 2017)
- Lipany 6484
- Sabinov (capital) 12 700

## Municipios
- Bajerovce 284
- Bodovce 349
- Brezovica 1715
- Brezovička 421
- Červená Voda 500
- Červenica pri Sabinove 911
- Ďačov 731
- Daletice 101
- Drienica 741
- Dubovica 1475
- Hanigovce 129
- Hubošovce 514
- Jakovany 344
- Jakubovany 956
- Jakubova Voľa 407
- Jarovnice 6643
- Kamenica 1813
- Krásna Lúka 687
- Krivany 1233
- Lúčka 701
- Ľutina 501
- Milpoš 668
- Nižný Slavkov 855
- Olejníkov 500
- Oľšov 385
- Ostrovany 2127
- Pečovská Nová Ves 2763
- Poloma 955
- Ratvaj 136
- Ražňany 1546
- Renčišov 171
- Rožkovany 1335
- Šarišské Dravce 1182
- Šarišské Michaľany 2855
- Šarišské Sokolovce 577
- Tichý Potok 323
- Torysa 1544
- Uzovce 514
- Uzovské Pekľany 469
- Uzovský Šalgov 623
- Vysoká 127